# 小豆島町立池田中学校
小豆島町立池田中学校（しょうどしまちょうりつ いけだちゅうがっこう）は、かつて香川県小豆郡小豆島町にあった公立中学校。
跡地は小豆島中央病院になっている。

## 沿革
- 1947年4月 - 池田町立池田中学校（平木地区）、二生村立二生中学校（二面地区）、三都村立三都中学校（蒲野地区）を設立。5月に開校。
- 1952年4月 - 池田町二生村組合立池田中学校を開設。二生中学校を分校とする。
- 1953年9月 - 現在地に本館竣工。
- 1954年10月 - 小豆郡池田町が同郡2村と合併したのに伴い、池田町立池田中学校と改称。
- 1956年3月 - 二生分校を閉鎖。
- 1963年4月 - 池田町立三都中学校を統合。
- 1971年7月 - 池田町民プール竣工。
- 1976年9月 - 台風17号により、床上浸水の被害を受ける。池田町住民が学習棟2階へ避難[1]。
- 1999年9月 - 池田町民プールを撤去。
- 2006年3月21日 - 小豆郡池田町が同郡内海町と合併、小豆島町が発足したのに伴い、小豆島町立池田中学校と改称。
- 2014年
  - 3月21日 - 閉校式。
  - 4月1日 - 小豆島町立内海中学校と統合し、小豆島町立小豆島中学校となる。
- 2016年
  - 4月1日　- 池田中学校の跡地に小豆島中央病院が完成する

## 通学区域
- 小豆島町
  - 池田、入部、蒲生、中山、室生、二面、竹生、吉野、蒲野、神浦

小豆島町立池田小学校の校区と等しい。

## 周辺
- 小豆島町役場（旧・池田町役場）
- 池田郵便局
- 小豆島病院

## アクセス
- 国際フェリー 池田港から東へ約800m
- 小豆島バス 池田中前にて下車
- 国道436号沿い